# 1976 год в спорте
Список 1976 год в спорте описывает спортивные события, произошедшие в 1976 году.

## СССР
- Чемпионат СССР по боксу 1976;
- Чемпионат СССР по классической борьбе 1976;
- Чемпионат СССР по лёгкой атлетике 1976;
- Чемпионат СССР по самбо 1976;
- Чемпионат СССР по международным шашкам среди женщин 1976;
- Чемпионат СССР по хоккею с мячом 1975/1976;
- Чемпионат СССР по шахматам 1976;
- Создана спортивная школа «Чертаново»;

### Волейбол
- Чемпионат СССР по волейболу среди женщин 1976;
- Чемпионат СССР по волейболу среди мужчин 1976;

### Футбол
- Кубок СССР по футболу 1976;
- Чемпионат Латвийской ССР по футболу 1976;
- Чемпионат СССР по футболу 1976 (весна);
- Чемпионат СССР по футболу 1976 (осень);
- Чемпионат СССР по футболу 1976 (весна, высшая лига);
- Чемпионат СССР по футболу 1976 (осень, высшая лига);
- Создан клуб «Газовик» (Оренбург):

### Хоккей с шайбой
- Чемпионат СССР по хоккею с шайбой 1975/1976;
- Чемпионат СССР по хоккею с шайбой 1976/1977;
- Созданы клубы:
  - «Динамо» (Минск);
  - «Лада»;
- Расформирован клуб «Буревестник» (Челябинск);

## Международные события
- Hall of Fame Tennis Championships 1976;
- Чемпионат Европы по фигурному катанию 1976;

### Зимние Олимпийские игры 1976
- Биатлон;
- Бобслей;
- Бобслей двойки;
- Бобслей четвёрки;
- Горнолыжный спорт;
- Конькобежный спорт;
- Лыжные гонки;
- Прыжки с трамплина;
- Санный спорт;
- Санный спорт — двойки;
- Санный спорт одиночки (женщины);
- Санный спорт одиночки (мужчины);
- Фигурное катание на зимних Олимпийских играх 1976;
  - Одиночное катание (женщины);
  - Одиночное катание (мужчины);
  - Парное катание;
  - Танцы на льду;
- Хоккей;

Медальный зачёт на зимних Олимпийских играх 1976

### Зимние Паралимпийские игры 1976
- Горнолыжный спорт на Зимних Паралимпийских играх 1976;
- Лыжные гонки на Зимних Паралимпийских играх 1976;

### Летние Олимпийские игры 1976
- Бобр Амик;
- Баскетбол;
  - Женщины;
  - Мужчины;
- Бокс;
- Борьба;
- Велоспорт;
- Водное поло;
- Волейбол;
- Гандбол;
- Гребля на байдарках и каноэ;
- Дзюдо;
- Конный спорт;
- Лёгкая атлетика;
- Парусный спорт;
- Плавание;
- Прыжки в воду;
- Современное пятиборье;
- Спортивная гимнастика;
- Стрельба из лука;
- Стрельба;
- Тяжёлая атлетика;
- Фехтование;
- Футбол;
- Хоккей на траве;

Итоги летних Олимпийских игр 1976 года

### Чемпионаты мира
- Чемпионат мира по биатлону 1976;
- Чемпионат мира по конькобежному спорту в классическом многоборье 1976;
- Чемпионат мира по конькобежному спорту в классическом многоборье среди женщин 1976;
- Чемпионат мира по лёгкой атлетике 1976;
- Чемпионат мира по снукеру 1976;
- Чемпионат мира по фигурному катанию 1976;
- Чемпионат мира по фигурному катанию среди юниоров 1976;
- Чемпионат мира по международным шашкам среди мужчин 1976;

### Баскетбол
- Кубок чемпионов ФИБА 1975/1976;
- Кубок чемпионов ФИБА 1976/1977;

### Волейбол
- Кубок европейских чемпионов по волейболу среди женщин 1976/1977;
- Кубок европейских чемпионов по волейболу среди женщин 1975/1976;
- Чемпионат Африки по волейболу среди женщин 1976;
- Чемпионат Африки по волейболу среди мужчин 1976;

### Снукер
- World Matchplay 1976 (снукер);
- World Open 1976;
- Мастерс 1976 (снукер);
- Официальный рейтинг снукеристов на сезон 1976/1977;
- Снукер на летних Паралимпийских играх 1976;
- Чемпионат мира по снукеру 1976;

### Футбол
- Матчи сборной СССР по футболу 1976;
- Кубок европейских чемпионов 1975/1976;
- Кубок европейских чемпионов 1976/1977;
- Кубок Либертадорес 1976;
- Кубок обладателей кубков УЕФА 1976/1977;
- Кубок чемпионов КОНКАКАФ 1976;
- Африканский Кубок чемпионов 1976;
- Кубок обладателей кубков УЕФА 1975/1976;
- Кубок обладателей кубков УЕФА 1976/1977;
- Международный футбольный кубок 1976;
- Финал Кубка европейских чемпионов 1976;
- Финал Кубка обладателей кубков УЕФА 1976;
- Футбольные клубы СССР в еврокубках сезона 1975/1976;

#### Чемпионат Европы по футболу 1976
- Adidas Telstar;
- Чемпионат Европы по футболу 1976 (отборочный турнир);
- Чемпионат Европы по футболу 1976 (составы);
- Финал чемпионата Европы по футболу 1976;

### Хоккей с шайбой
- Суперсерия 1975/1976;
- Суперсерия 1976/1977;
- Чемпионат мира по хоккею с шайбой 1976;
- Кубок Канады 1976;
- Матч всех звёзд НХЛ 1976;
- НХЛ в сезоне 1975/1976;
- НХЛ в сезоне 1976/1977;

### Шахматы
- Вейк-ан-Зее 1976;
- Женская шахматная олимпиада 1976;
- Личный чемпионат СССР по шахматной композиции 1976;
- Межзональный турнир по шахматам 1976 (Биль);
- Межзональный турнир по шахматам 1976 (Манила);
- Неофициальная шахматная олимпиада 1976;
- Шахматная олимпиада 1976;

## Персоналии

### Родились
- 8 февраля — Асанов, Висита, турецкий дзюдоист чеченского происхождения;
- 28 мая — Алексей Немов, российский гимнаст, 4-кратный олимпийский чемпион.

### Скончались
- 15 августа —Йоханнес Лест (род. 1899) — эстонский лыжник и педагог.[1]